# +–=÷× (کالکشن تور)
+–=÷× (کالکشن تور) (انگلیسی: +–=÷× (Tour Collection)) با نام کامل کالکشن تور ریاضی (انگلیسی: The Mathematics Tour Collection) یک آلبوم گردآوری‌شده از خواننده و ترانه‌پرداز انگلیسی، اد شیرن است. این آلبوم در ۲۷ سپتامبر ۲۰۲۴ توسط اسایلم رکوردز و آتلانتیک رکوردز منتشر شد. +–=÷× (کالکشن تور) شامل نسخه‌های استودیویی از موفق‌ترین آثار شیرن است و همچنین هنگام خرید نسخه فیزیکی (وینیل یا سی‌دی)، دسترسی ویژه به یادداشت‌های اختصاصی او فراهم می‌شود. این آلبوم پس از تور جهانی شیرن به نام تور +–=÷× منتشر شد. در ۲۷ دسامبر ۲۰۲۴، نسخه زنده‌ای از این مجموعه با نام +–=÷× (کالکشن تور: زنده) (انگلیسی: +–=÷× (Tour Collection: Live)) عرضه شد که شامل اجراهای زنده از آثار مختلف شیرن است. این آلبوم در بریتانیا در جایگاه شماره یک جدول آلبوم‌های بریتانیا قرار گرفت و در کشورهای ایرلند، آلمان، استرالیا و نیوزیلند نیز به جمع ده آلبوم برتر راه یافت.

## گواهی‌نامه‌ها
| منطقه                                   | گواهی  | واحد گواهی‌شده/فروش |
| --------------------------------------- | ------ | ------------------ |
| فرانسه (اس‌ان‌ئی‌پی)                       | طلا    | ۵۰٬۰۰۰             |
| نیوزیلند (آرآی‌ای‌ان‌زد)                   | پلاتین | ۱۵٬۰۰۰             |
| بریتانیا (بی‌پی‌آی)                       | طلا    | ۱۱۹٬۲۰۵            |
| رقم فروش+پخش جاری تنها بر پایهٔ گواهی‌ها. |        |                    |

## تاریخچه انتشار
| منطقه | تاریخ           | فرمت(ها)                         | نسخه(ها)        | ناشر            | منابع              |
| ----- | --------------- | -------------------------------- | --------------- | --------------- | ------------------ |
| مختلف | ۲۷ سپتامبر ۲۰۲۴ | سی‌دی وینیل دانلود دیجیتال استریم | استاندارد       | اسایلم آتلانتیک | [ ۱۰ ]             |
| ژاپن  | ۲۷ سپتامبر ۲۰۲۴ | سی‌دی                             | قطعه هدیه ژاپنی | اسایلم آتلانتیک | [ ۱۱ ]             |
| مختلف | ۶ دسامبر ۲۰۲۴   | دانلود دیجیتال استریم            | کریسمس          | اسایلم آتلانتیک | [ ۱۲ ]             |
| مختلف | ۲۷ دسامبر ۲۰۲۴  | کاست سی‌دی دانلود دیجیتال استریم  | لایو            | اسایلم آتلانتیک | [ ۴ ] [ ۵ ] [ ۱۳ ] |